# 신중동
신중동(新中洞)은 경기도 부천시의 폐지된 행정동이다. 2019년 7월 1일 중1동, 중2동, 중3동,  중4동, 약대동이 병합되어 만들어졌다. 총인구 10만 명을 넘는 유일한 행정동으로서 1위이다.

## 법정동
- 중동(中洞)
- 약대동(若大洞)

## 주요 기관

### 관공서
- 신중동 행정복지센터
- 부천원미경찰서
- 부천교육지원청
- 부천세무서
- 부천시청
- 부천우체국
- 부천소방서
- 중동지구대
- 계남지구대
- 서부119안전센터
- 중동119안전센터

## 교육

### 교육 기관

#### 초등학교
- 약대초등학교
- 부천초등학교
- 계남초등학교
- 부곡초등학교
- 부광초등학교
- 부명초등학교
- 부흥초등학교
- 심원초등학교
- 옥산초등학교
- 중동초등학교
- 중앙초등학교
- 중원초등학교
- 중흥초등학교

#### 중학교
- 계남중학교
- 부곡중학교
- 부명중학교
- 부천중학교
- 부흥중학교
- 심원중학교
- 중원중학교
- 중흥중학교

#### 고등학교
- 경기국제통상고등학교
- 경기예술고등학교
- 계남고등학교
- 부명고등학교
- 심원고등학교
- 원미고등학교
- 중원고등학교
- 중흥고등학교

### 의료 기관
- 순천향대학교 부천병원

## 문화
- 부천시민회관
- 부천체육관
- 꿈빛도서관
- 책마루도서관
- 해밀점자도서관

## 공원
- 중앙공원
- 안중근공원
- 계남공원
- 약대공원
- 길주공원
- 소향공원
- 벌막공원

## 교통

### 도로
- 송내대로
- 길주로
- 부일로
- 부흥로
- 중동로
- 신흥로
- 석천로
- 평천로
- 도약로

### 철도
- ● 서울 지하철 7호선
  - 부천시청역
  - 신중동역

## 명소
- 수돗길